# Abbé Richard
 (mars 2021).
Si vous disposez d'ouvrages ou d'articles de référence ou si vous connaissez des sites web de qualité traitant du thème abordé ici, merci de compléter l'article en donnant les références utiles à sa vérifiabilité et en les liant à la section « Notes et références ».
L’abbé Richard, né le 2 février 1822 et mort le 12 février 1882, connut la célébrité en France et dans la plus grande partie de l’Europe pendant la seconde moitié du XIXe siècle pour son talent à repérer les eaux souterraines et les meilleurs endroits pour y accéder et les exploiter. Vingt-quatre ans après sa mort, une biographie a recensé les principaux éléments sur sa vie et ses activités.
Se revendiquant « hydroscope » puis « hydrogéologue », il s’est présenté comme l’héritier de l’abbé Jean-Baptiste Paramelle, l’un des tout premiers praticiens hydrogéologues français, dont la renommée, à l'époque, n'était plus à faire. 

## Biographie
Pierre Denis Richard naquit à Tesson le 2 février 1822 dans une famille de cultivateurs pauvres. Il s’est dit quelquefois né en 1826 avec le prénom Théophile mais son état civil ne mentionne pas ce prénom, ni cette année.
Le curé de Tesson remarqua très vite ses dons et son intelligence, ce qui le fit admettre dans une école presbytérale à Montlieu-la-Garde, à une soixantaine de kilomètres de Tesson dans le même diocèse (et département). Après des études de rhétorique, il entra au séminaire de Montlieu-la-Garde (qui avait succédé à l’école presbytérale sur le même site). Ayant effectué un préceptorat dans une famille noble, il ne fut ordonné prêtre que le 21 mai 1853. À partir de 1852 il est professeur au séminaire de Montlieu où il occupa successivement, jusqu’en 1861, les chaires de septième, de troisième et de seconde.
Même après son succès et du temps de sa notoriété nationale et internationale, il tint à garder ses liens et son véritable domicile au séminaire de Montlieu. Il contribua très largement aux frais d’entretien et d’agrandissement du séminaire, y installa ses appartements et son musée personnel dans l’une des ailes d’un étage. Il y revenait très souvent et tenait en particulier à assister autant que possible à la distribution annuelle des prix.
C’est entre 1855 et 1861 qu’il découvrit sa vocation pour les eaux souterraines et manifesta son goût des voyages (Pyrénées, Allemagne, Autriche) comme ses dispositions pour se faire des relations haut placées et des amis fidèles et entretenir sa réputation, y compris dans la presse.
Ayant lu dès 1859 « l’Art de découvrir les sources » de l'abbé Paramelle, il se mit à étudier toutes les fontaines des environs de Montlieu et chercha à entrer en contacts avec Paramelle et essuya une réponse peu amène. Mais en 1860 il indique quelques sources possibles à trois de ses amis de la région des Charentes et voit ses prévisions couronnées de succès. Cela le conduit à publier en mars 1861 dans L'Indépendant de Saintes un article où il met en valeur ses découvertes et se fait fort de préciser, en tant que disciple de Paramelle, la localisation, la profondeur et la qualité des eaux souterraines. 
Cet article fut reproduit dans les journaux locaux et la presse parisienne catholique, ce qui bâtit sa réputation spéciale et lui amena des demandes de France et de l’étranger. Sa nouvelle correspondance à Paramelle pour solliciter son patronage fut, cette fois, couronnée de succès. II fut alors en mesure de prétendre en être le successeur.  
Depuis l’été 1861 jusqu’à sa mort en Italie en 1882, il ne cessa de parcourir la France et la quasi-totalité de l’Europe (sauf l’Angleterre, la Russie et la Scandinavie), ainsi que l’Algérie, l’Egypte et les Lieux Saints. Outre le goût de la découverte d’autres pays et cultures, il répondait aussi à de multiples commandes de particuliers, de municipalités et d’autres notables ou officiels. Ses honoraires et frais, assez substantiels, devaient être payés dès le premier jour de son arrivée et indépendamment des résultats (toutes ses indications ne donnant pas forcément lieu, d’ailleurs, à des percements ou creusements).
Il se vit décerner au fil de ses nombreux succès et entrevues de haut niveau de nombreuses distinctions et titres honorifiques : ordre de la Couronne de Prusse (qu’il cessa de porter après la guerre de 1870), ordre d’Isabelle la Catholique, ordre de François-Joseph, Chevalier du Saint Sépulcre, Vicaire général honoraire d’Alger… Il ne semble pas, d’après son biographe qu’il ait en revanche reçu la Légion d’Honneur.
Il participa également à plusieurs Congrès internationaux et à des sociétés savantes en France en élargissant ses centres d’intérêt à l’archéologie et à la préhistoire. 
C’est à ce titre qu’il fut l’un des premiers avertis de la découverte en 1876 à Tesson, son village natal, d’une excavation souterraine semblant dater de l’époque gallo-romaine comportant notamment des amphores, une petite épée avec une poignée anthropoïde et des éléments d’un roue de char. Il rédigea et publia ainsi l’un des tout premiers rapports sur ce qui devait par la suite être connu comme la tombe à char gauloise de Tesson .
Son souvenir se perdit progressivement après sa disparition. Il avait, certes, déposé à l’Académie des Sciences, sous pli cacheté, un mémoire sur son « système », à n’ouvrir que postérieurement à son décès. Mais il se révéla fort court et décevant, ne comportant que quelques idées générales sur les fentes et les fissures des roches, soit banales, soit déjà contestées de son vivant. Il y annonçait un ouvrage en préparation, bien plus complet, mais aucun manuscrit n’a été retrouvé.
L’Abbé Richard est enterré au cimetière de Tesson.